# Out of Order
Out of Order – piętnasty album studyjny angielskiego piosenkarza rockowego Roda Stewarta. Został wydany w 1988 roku przez wytwórnię Warner Records.

## Lista utworów
1. „Lost in You” (R. Stewart, A.Taylor)
2. „The Wild Horse” (R. Stewart, A.Taylor)
3. „Lethal Dose of Love” (R. Stewart, A. Taylor)
4. „Forever Young” (J.Cregan, K.Savigar, Bob Dylan, R.Stewart)
5. „My Heart Can't Tell You No” (S. Climie, D. Morgan)
6. „Dynamite” (R. Stewart, A. Taylor)
7. „Nobody Knows You When You're Down and Out” (J. Cox)
8. „Crazy About Her” (R. Stewart,D. Hitchings, J. Cregan)
9. „Try a Little Tenderness” (H. Woods, J. Campbell, R. Connelly)
10. „When I Was Your Man” (R. Stewart, K. Savigar)
11. „Almost Illegal” (R. Stewart, A. Taylor)